# Alma (Míchigan)
Alma es una ciudad ubicada en el condado de Gratiot en el estado estadounidense de Míchigan. En el Censo de 2010 tenía una población de 9383 habitantes y una densidad poblacional de 595,17 personas por km².

## Geografía
Alma se encuentra ubicada en las coordenadas 43°22′48″N 84°39′21″O / 43.38000, -84.65583. Según la Oficina del Censo de los Estados Unidos, Alma tiene una superficie total de 15.77 km², de la cual 15.35 km² corresponden a tierra firme y (2.64%) 0.42 km² es agua.

## Demografía
Según el censo de 2010, había 9383 personas residiendo en Alma. La densidad de población era de 595,17 hab./km². De los 9383 habitantes, Alma estaba compuesto por el 92.8% blancos, el 0.86% eran afroamericanos, el 0.58% eran amerindios, el 0.76% eran asiáticos, el 0.02% eran isleños del Pacífico, el 2.78% eran de otras razas y el 2.21% pertenecían a dos o más razas. Del total de la población el 8.13% eran hispanos o latinos de cualquier raza.

## Personajes reconocidos
- Betty Mahmoody (1945–) escritora estadounidense y confereciante conocida por su libro, Not Without My Daughter.
- Randall Ebright (1977) Baterista estadounidense y Músico Conocido por ser el baterista de la banda de Rock mexicana, Molotov.